# Ketzerstein
Der Ketzerstein ist ein 610,1 m ü. NHN hoher Berg im Hohen Westerwald. Seine Nordseite fällt zur Ortschaft Weißenberg ab und weiter bis nach Liebenscheid ins Erlenbachtal. Von der Südseite aus sieht man über eine Mulde hinweg die 1½ km entfernte Nordkuppe der Fuchskaute.
In der erwähnten Mulde liegen die Quellen des Ketzerbachs, der mit Zufluss von Erlen-/Weierbach unter den Namen Winter- und Wetterbach durch den Hickengrund fließt und schließlich als Haigerbach in die Dill mündet. Im Ketzerbachtal liegt 1,4 km ostnordöstlich des Berges das sogenannte Dreiländereck, wo die Bundesländer Hessen, Nordrhein-Westfalen und Rheinland-Pfalz aneinanderstoßen.
Über den Gipfel führen der Europäische Fernwanderweg 1 und die Westerwaldschleife des Rothaarsteigs.
Der Berg ist bekannt wegen der aus quaderförmigen Basalten bestehenden Felsformation auf seinem Gipfel. Diese solitäre Basaltgruppe ist Naturdenkmal und als geologische Sehenswürdigkeit im Geopark Westerwald-Lahn-Taunus ausgewiesen.

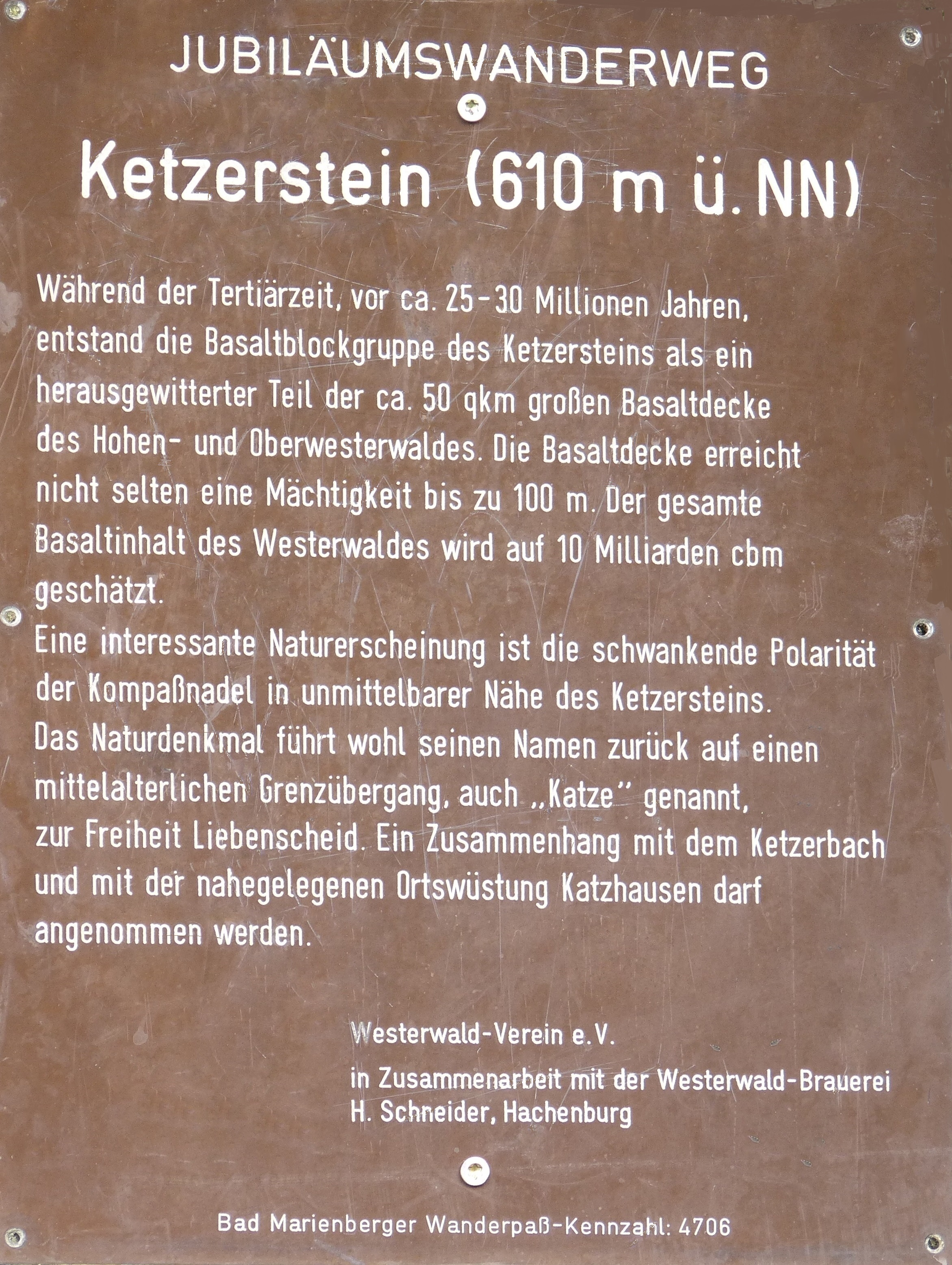
Informationstafel auf dem Ketzerstein
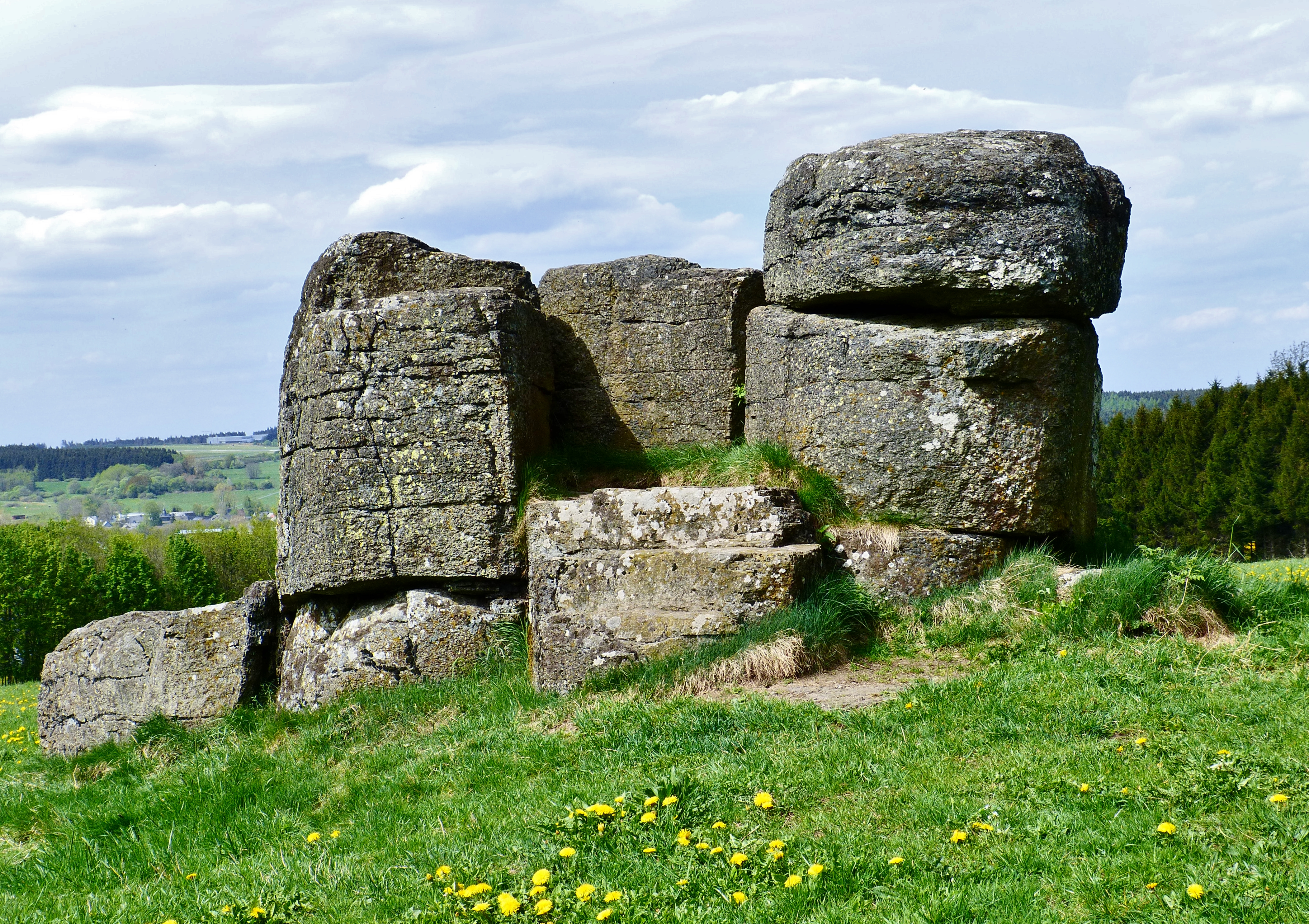
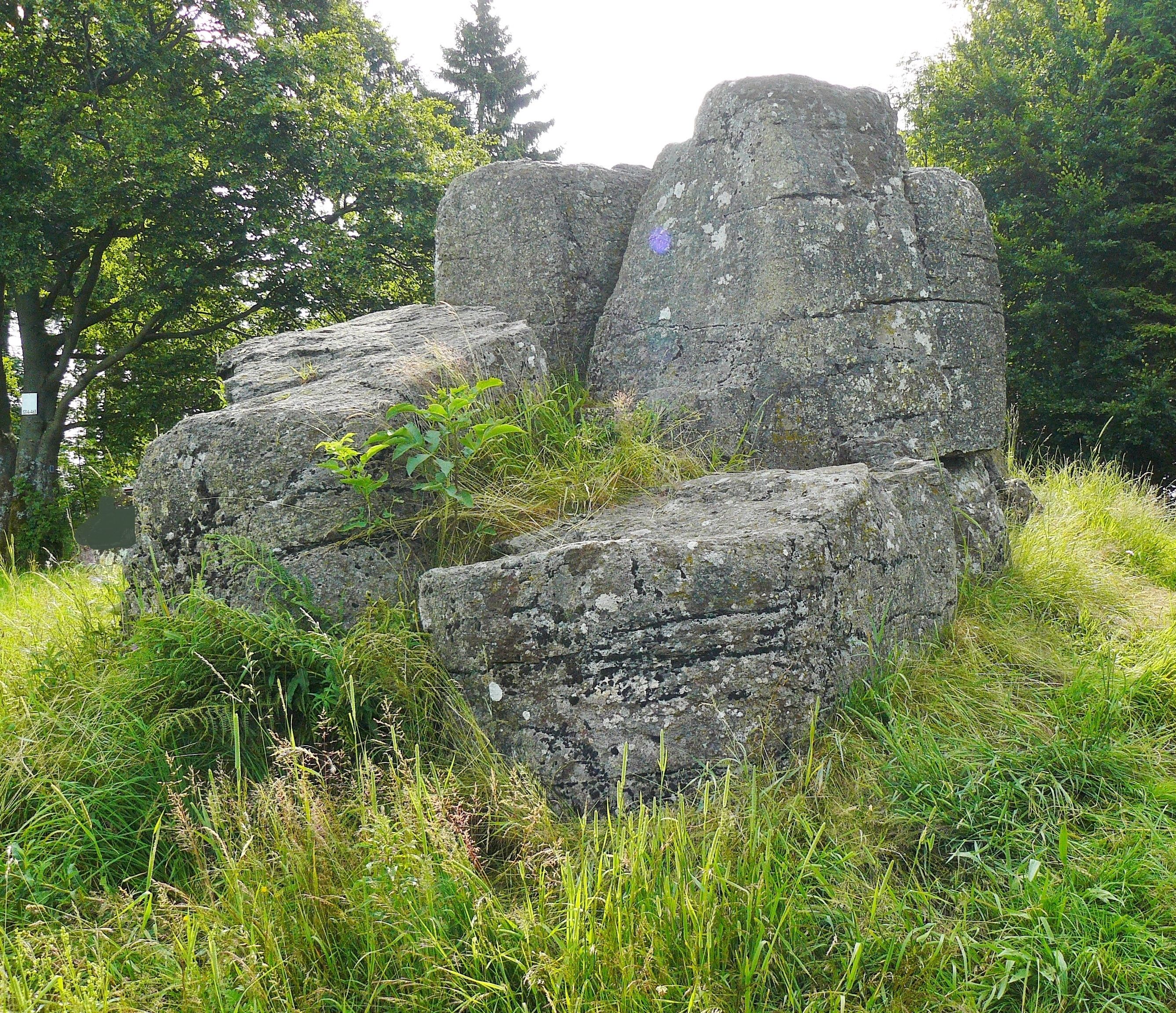